# Michaił Koptiełow
Michaił Jefriemowicz Koptiełow, ros. Михаил Ефремович Коптелов (ur. 1904, zm. 1952 w Moskwie) – radziecki urzędnik konsularny i dyplomata.
Do radzieckiej służby dyplomatycznej został przyjęty w 1936. Pełnił następujące funkcje: konsula generalnego w Wolnym Mieście Gdańsku (1939-1940), I sekretarza ambasady w Berlinie (1941), konsula generalnego w Wiedniu (1941), konsula generalnego w Pahlevi (1941-1942), przedstawiciela LKSZ w Uzbekistanie (1943-1944), zastępcy radcy politycznego Sojuszniczej Komisji Kontroli w Austrii (1945-1948), przedstawiciela politycznego ZSRR w Austrii (1948-1951), zastępcy kierującego III oddziałem (europejskim) MSZ (1951-1952), zastępcy naczelnika zarządu konsularnego MSZ (1952).